# AEG C.III
O AEG C.III foi um avião de reconhecimento biplano, monomotor alemão de dois lugares. Apenas um protótipo desse modelo foi produzido sob demanda da Luftstreitkräfte durante Primeira Guerra Mundial, mas não chegou a entrar em serviço.
Esse modelo, ostentava uma fuselagem pouco usual que ocupava todo o espaço entre as asas superiores e as inferiores, o que, colocando tanto o piloto quanto o observador acima do plano das asas superiores, aumentava o campo de visão de ambos, permitindo um uso mais efetivo da metralhadora de 7,92 mm. Nessa nova disposição, o piloto ficava posicionado atrás do observador. Esse desenho no entanto, não foi bem sucedido e foi abandonado. Apesar de ser mais pesado que o C.II, sua velocidade máxima chegou a atingir 158 km/h.